# Seuneubok Padang
Seuneubok Padang is een bestuurslaag in het regentschap Aceh Jaya van de provincie Atjeh, Indonesië. Seuneubok Padang telt 384 inwoners (volkstelling 2010).